# Marwell Zoo
Koordinaten: 50° 59′ 35,3″ N, 1° 16′ 36,6″ W
Der Marwell Zoo, oft auch Marwell Wildlife genannt, ist ein Zoo, der sich im Civil Parish Colden Common in der Nähe von Winchester in der Grafschaft Hampshire in England befindet. Die Stadt Southampton liegt in einer Entfernung von rund 15 Kilometern im Südwesten. Der Zoo ist bei der European Association of Zoos and Aquaria (EAZA) sowie der British and Irish Association of Zoos and Aquariums (BIAZA) akkreditiert. 2024 betrug die Besucherzahl etwa 522.000 Personen.

## Geschichte
John Knowles, ein leidenschaftlicher Tierliebhaber, verließ die Schule im Alter von 16 Jahren, um auf einer Farm zu arbeiten, und wurde selbst Landwirt. Er entdeckte eine Marktlücke für Hühnerprodukte und schaffte sich mit der Vermarktung derselben eine solide finanzielle Grundlage. Dadurch war es ihm möglich, ein Anwesen zu erwerben und einen Zoo zu gründen. Im Zentrum des Zoos befindet sich die historische, um das Jahr 1320 erbaute Marwell Hall. Einige Geschichtsforscher sind der Ansicht, dass Heinrich VIII. in diesem Gebäude die Ehe mit Jane Seymour schloss.
Die Gründung eines Zoos wurde von der örtlichen Gemeinde Owslebury skeptisch betrachtet und auch von Teilen der Anlieger wurden Bedenken geäußert. Dennoch beschlossen die Stadträte von Hampshire County und Winchester, den Antrag zu unterstützen. Im Mai 1972 wurde der Zoo für die Öffentlichkeit zugänglich gemacht. Das zur Unterhaltung dringend benötigte Geld wurde aus den Eintrittsgebühren sowie aus Einzelhandels- und Catering-Verkäufen generiert. Ursprünglich bestand die Möglichkeit, mit dem eigenen Personenkraftwagen über das Gelände zu fahren, ähnlich wie bei einer Safari. Die Anordnung der Tieranlagen war für ein solches Unterfangen jedoch ungünstig gestaltet, sodass diese Möglichkeit aufgegeben wurde. In den folgenden Jahren wuchs der Tierbestand, das Gelände wurde teilweise umgestaltet und die Anlagen wurden nach und nach den tiergärtnerischen Erfordernissen angepasst.

## Anlagenkonzept und Tierbestand
Das Gelände ist in mehrere Abschnitte unterteilt, die eine Kombination von Tierhäusern und Freianlagen darstellen. Neben den Anlagen für die Tiere gibt es auch Kinderspielplätze für verschiedene Altersgruppen, Picknick- und Barbecue-Flächen, Restaurants und Souvenirläden.
Im Zoo leben auf einem ca. 57 Hektar großen Gelände über 1000 Tiere in 138 Arten, die sich in 57 Säugetierarten, 31 Vogelarten, 17 Reptilienarten, 2 Amphibienarten, 13 Fischarten und 18 Arten von Wirbellosen untergliedern (Stand 2023).

## Zucht- und Arterhaltungsprogramme
Der Marwell Zoo beteiligt sich aktiv an weltweiten Zuchtprogrammen zum Schutz gefährdeter Arten und ist u. a. Partner der IUCN Species Survival Commission (SSC). Dabei wird versucht, die natürlichen Lebensräume bedrohter Tierarten vom Sibirischen Tiger (Panthera tigris altaica) und Schneeleoparden (Panthera uncia) bis zu der in England sehr seltenen Zauneidechse (Lacerta agilis) zu erhalten. Auch im Zoo selbst werden vom Aussterben bedrohte Tierarten gezüchtet. Ein besonderer Erfolg war dabei die Geburt eines Afrikanischen Esels (Equus asinus). Diese in freier Wildbahn in Äthiopien, Eritrea und Somalia vorkommende Art war in ihren natürlichen Lebensräumen durch Risse von Löwen (Panthera leo) und Äthiopischen Wölfen (Canis simensis) sehr stark dezimiert worden. Auch einheimische Jäger nutzten die Tiere als Nahrungsquelle. Die im Marwell Zoo gehaltenen Tiere zählen zur Unterart der Somali-Wildesel (Equus asinus somaliensis). Mit dem Przewalski-Pferd (Equus przewalskii) wird eine weitere stark gefährdete Pferdeart gezüchtet.
Die in ihren natürlichen Lebensräumen ausgerottete Säbelantilope (Oryx dammah) wird im Marwell Zoo in einer großen Herde gehalten und gezüchtet. Regelmäßig gebären im Zoo auch die gefährdeten Grevyzebras (Equus grevyi) und Mendesantilopen (Addax nasomaculatus) sowie die noch nicht bzw. gering gefährdeten Rappenantilopen (Hippotragus niger) und Weißbart-Stummelaffen (Colobus polykomos).

## Zuchterfolge
Die nachfolgende Bildauswahl zeigt einige Zuchterfolge aus dem Bestand des Marwell Zoos:

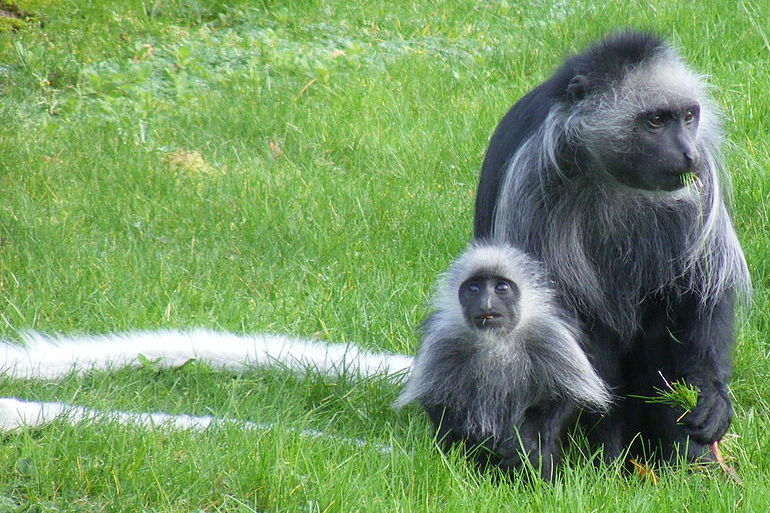
Weißbart-Stummelaffen
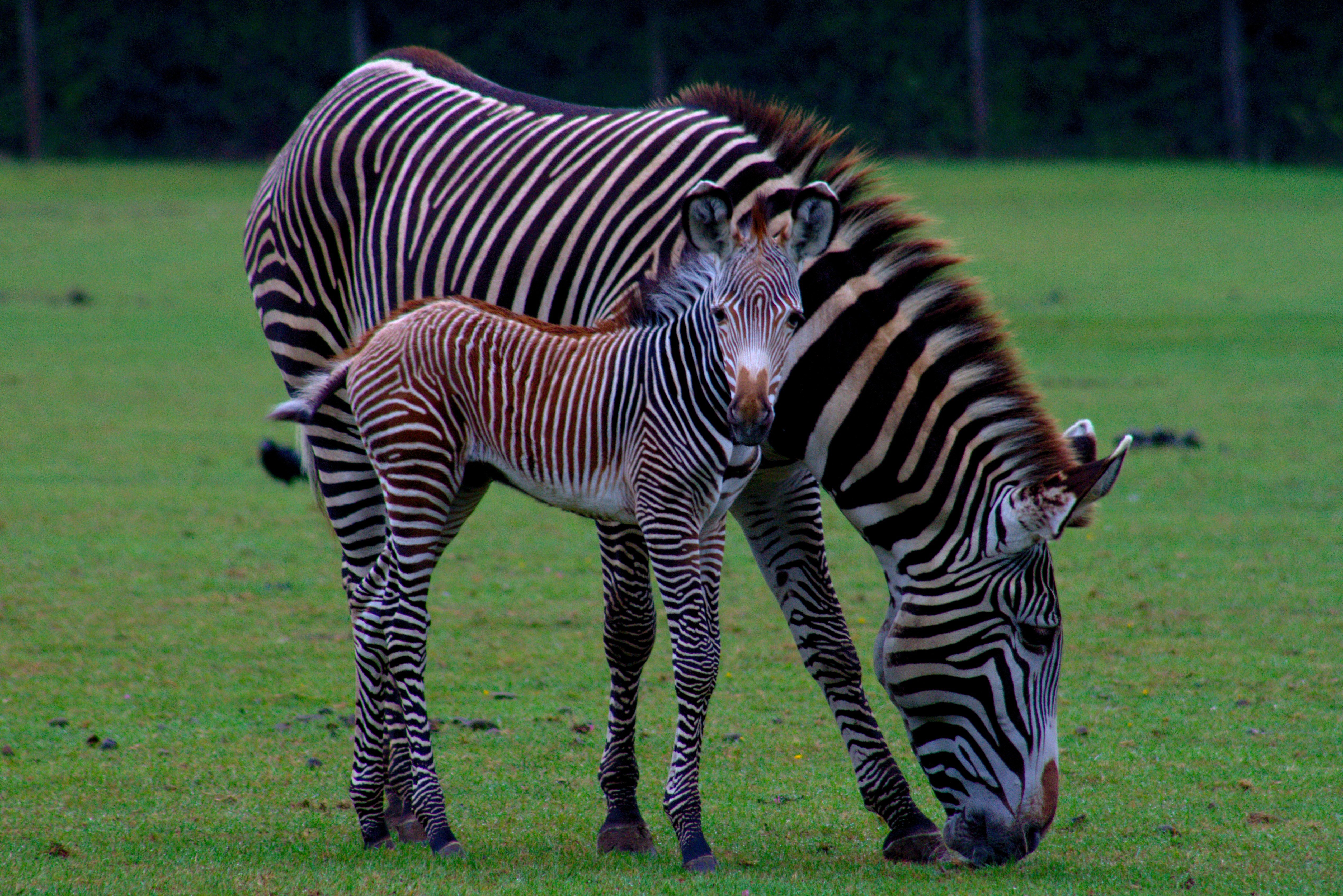
Grevyzebras
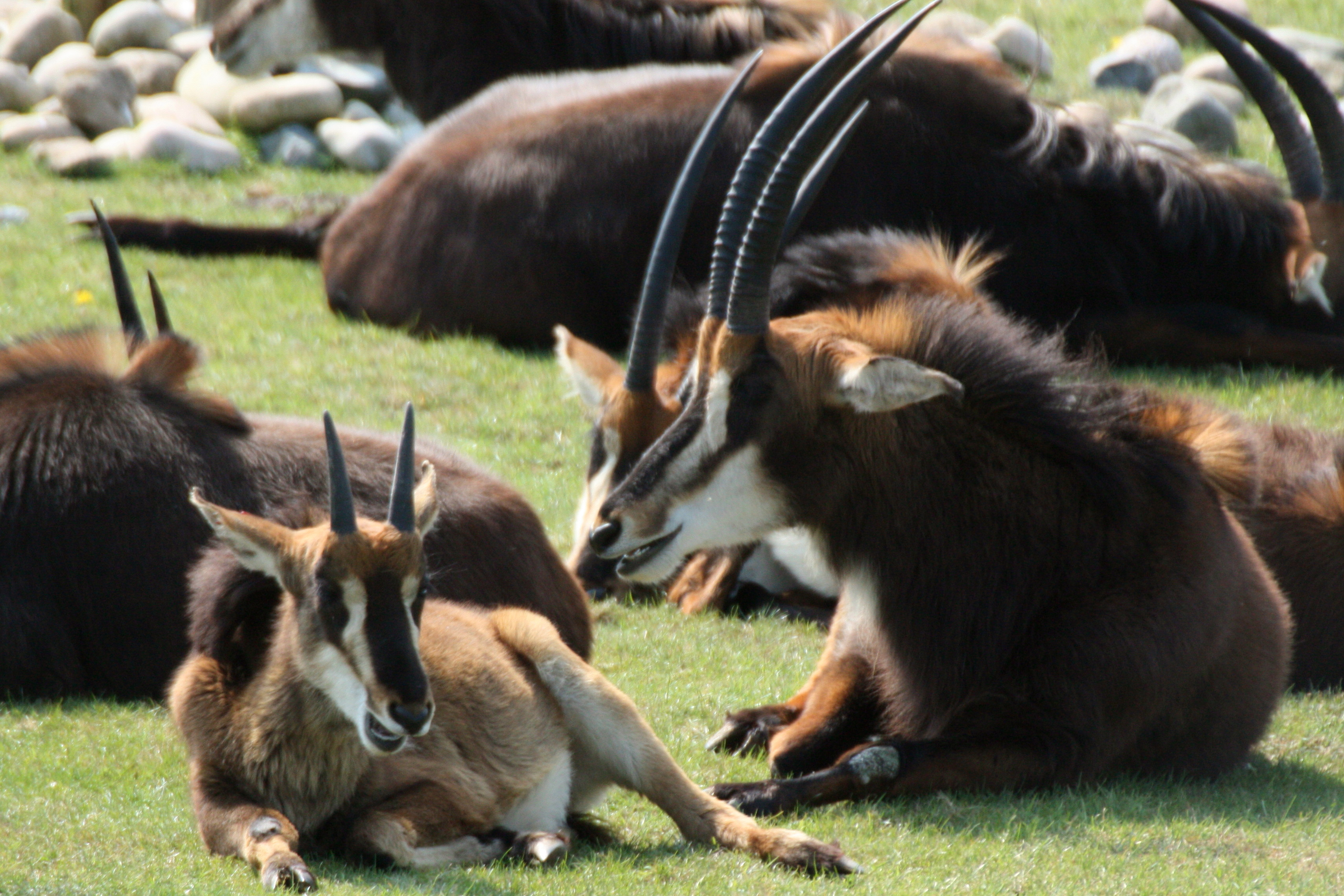
Rappenantilopen
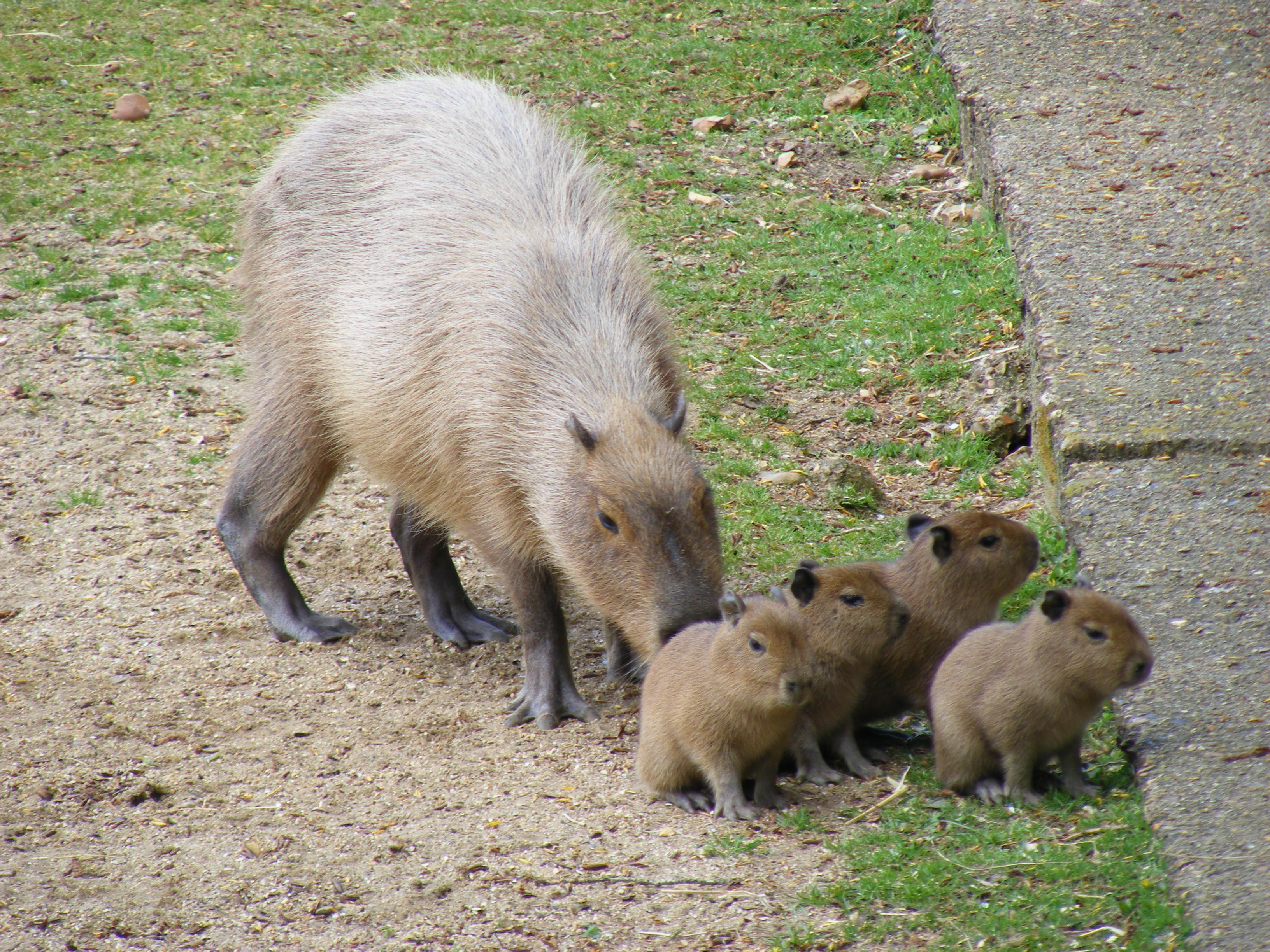
Capybaras (Hydrochoerus hydrochaeris)
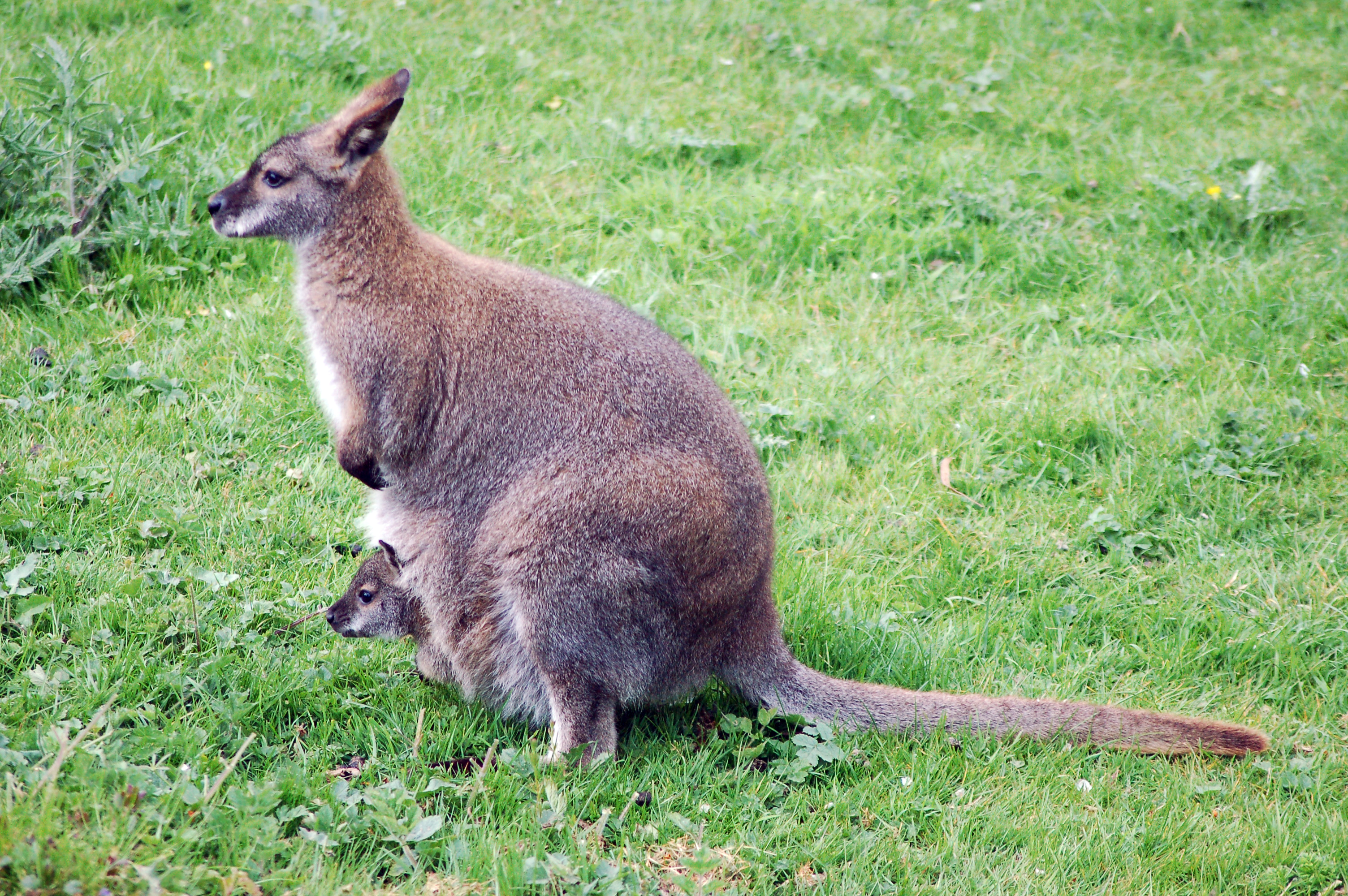
Rotnackenwallabys (Notamacropus rufogriseus)

## Sonderveranstaltungen
Gegen eine Gebühr können Besucher an Fütterungsprogrammen für Giraffen, Pinguine, Tiger oder Schneeleoparden teilnehmen. Spezielle Workshops werden für Teilnehmer aller Altersstufen abgehalten. In der historischen Marwell Hall sowie im Science & Leaming Centre finden zuweilen Sonderveranstaltungen zu biologischen Themen statt. Die beiden Gebäude können auch für private Veranstaltungen angemietet werden.

## Galerie
Die nachfolgende Bildauswahl zeigt einige Tiere aus dem Bestand des Marwell Zoos:

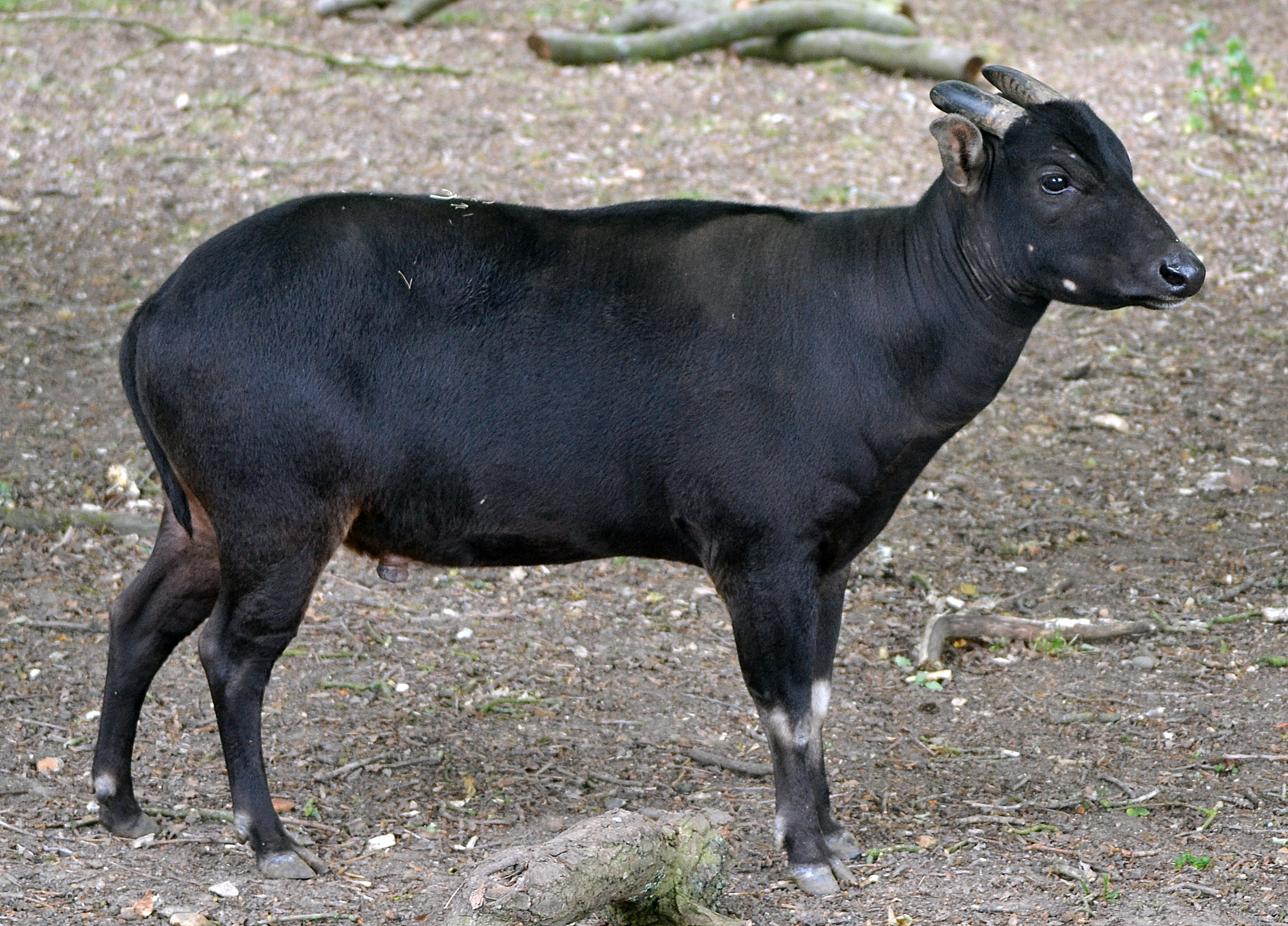
Tiefland-Anoa (Bubalus depressicornis)
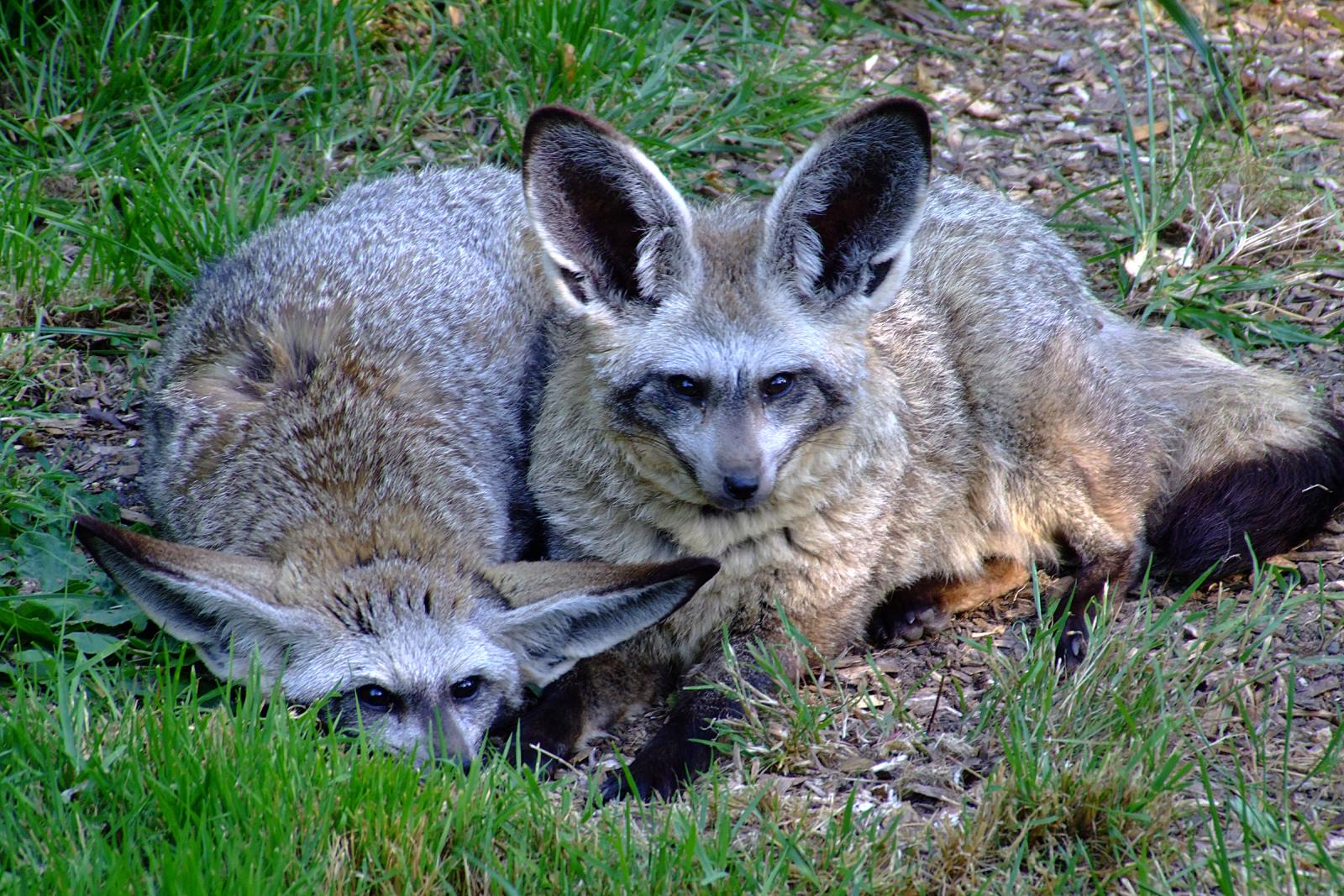
Löffelhunde (Otocyon megalotis)
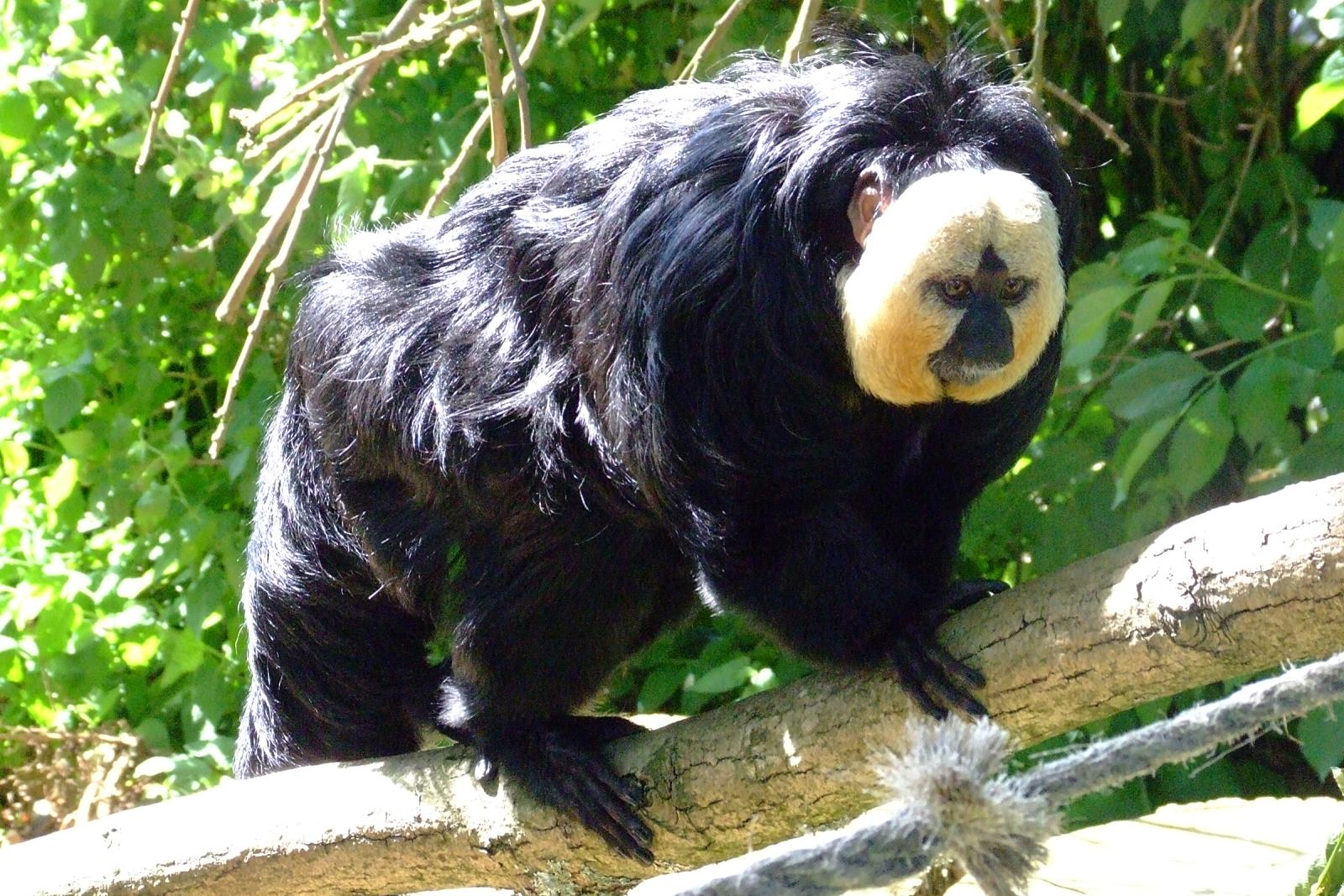
Weißkopfsaki (Pithecia pithecia)
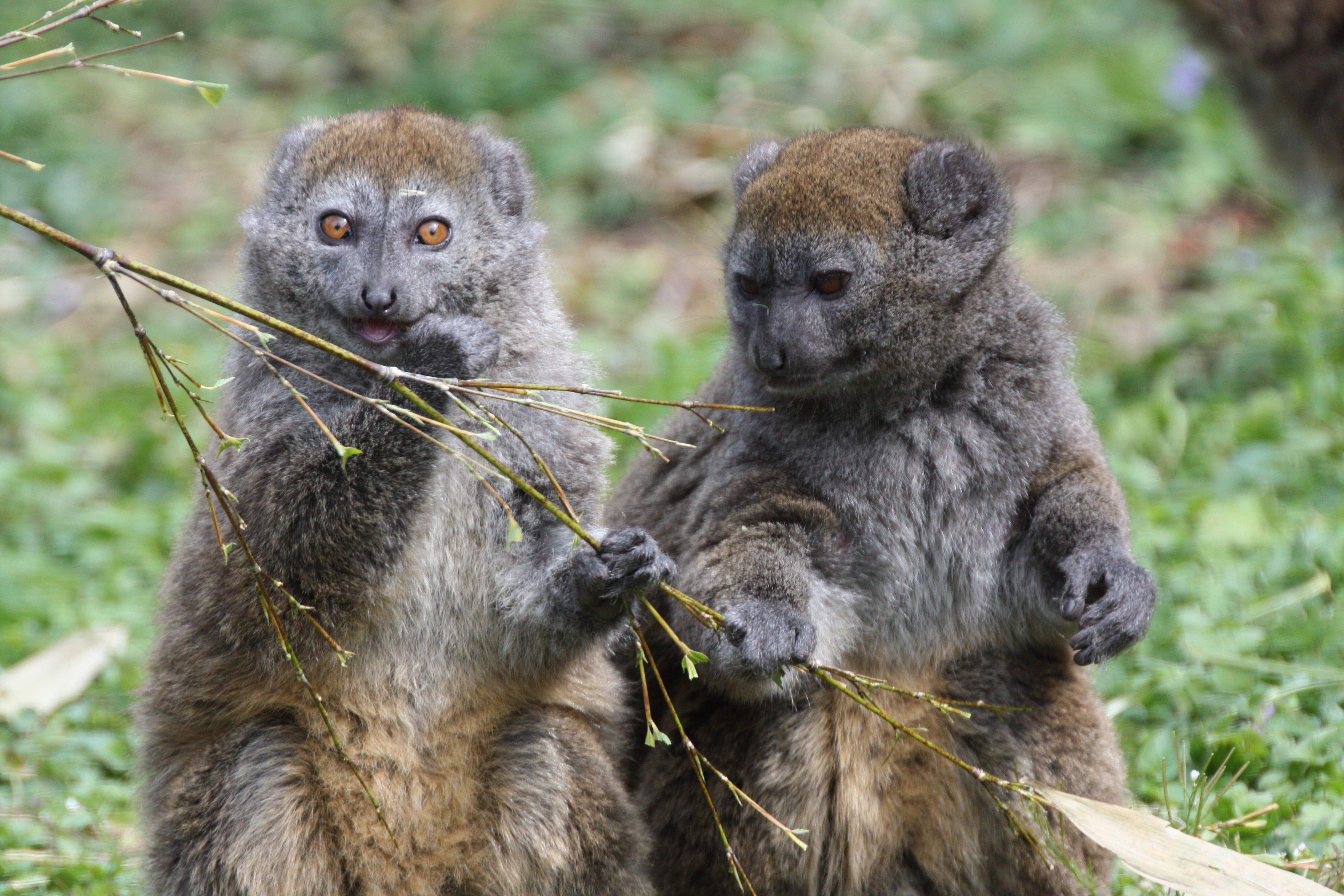
Alaotra-Bambuslemuren (Hapalemur alaotrensis)
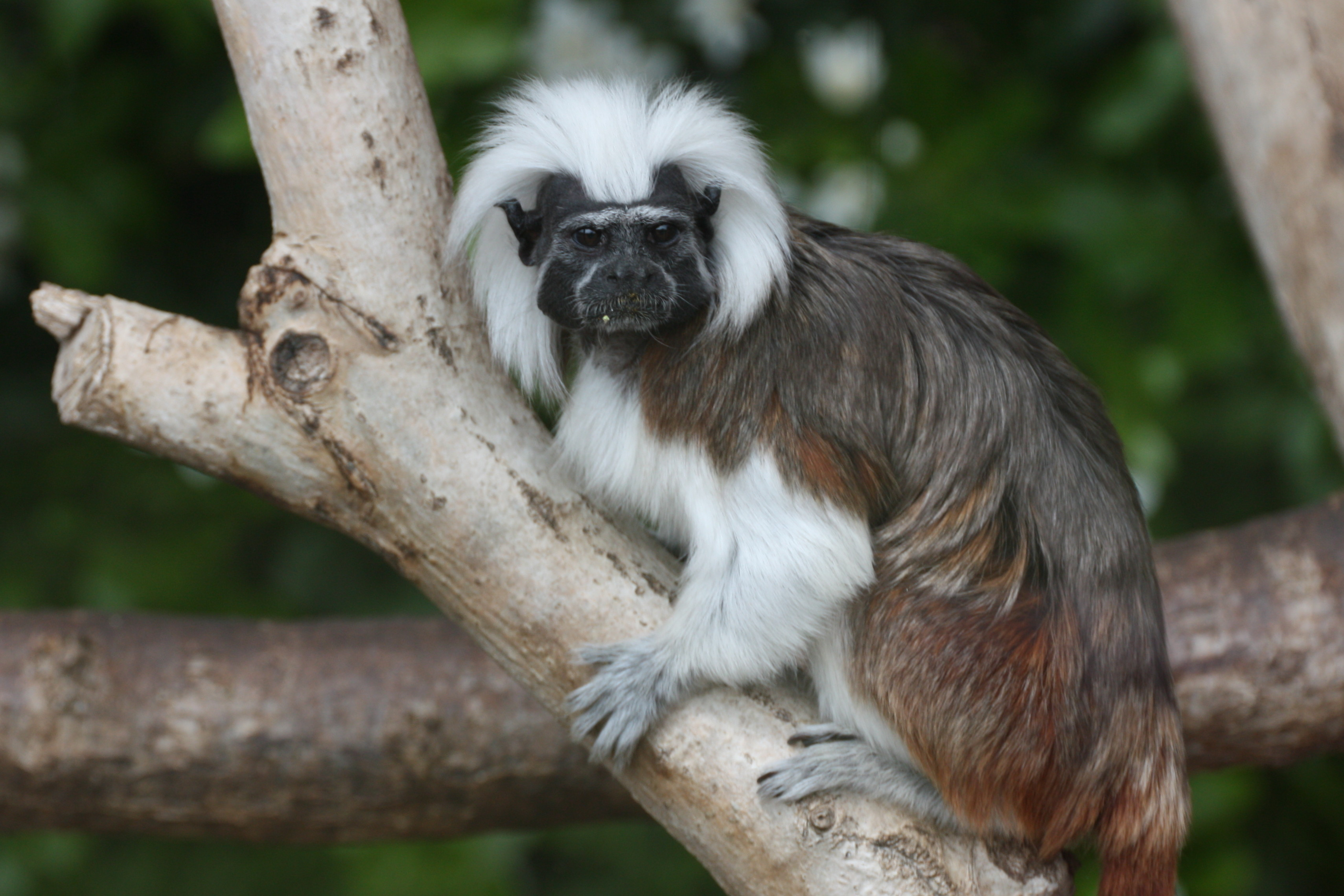
Lisztaffe (Saguinus oedipus)
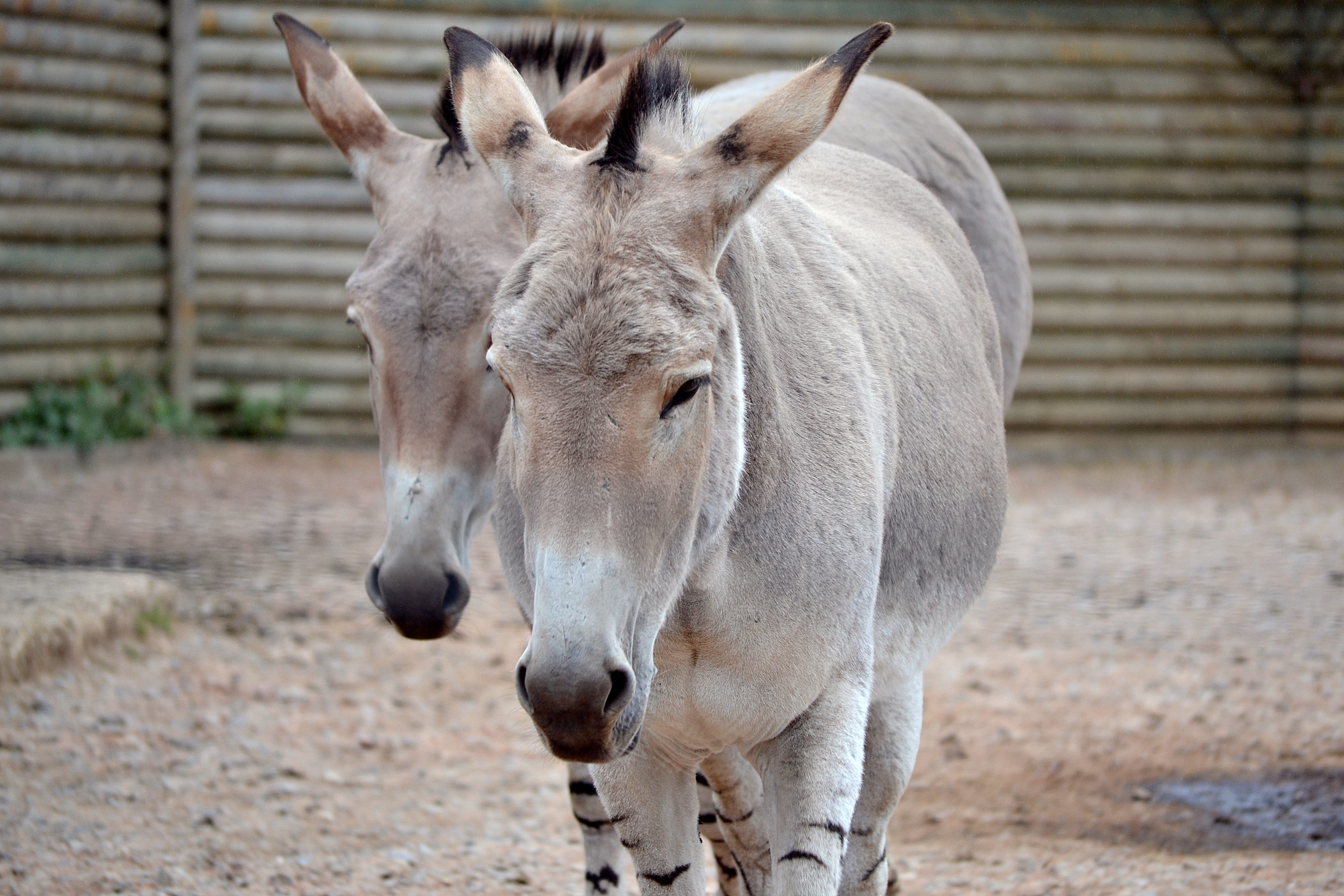
Somali-Wildesel
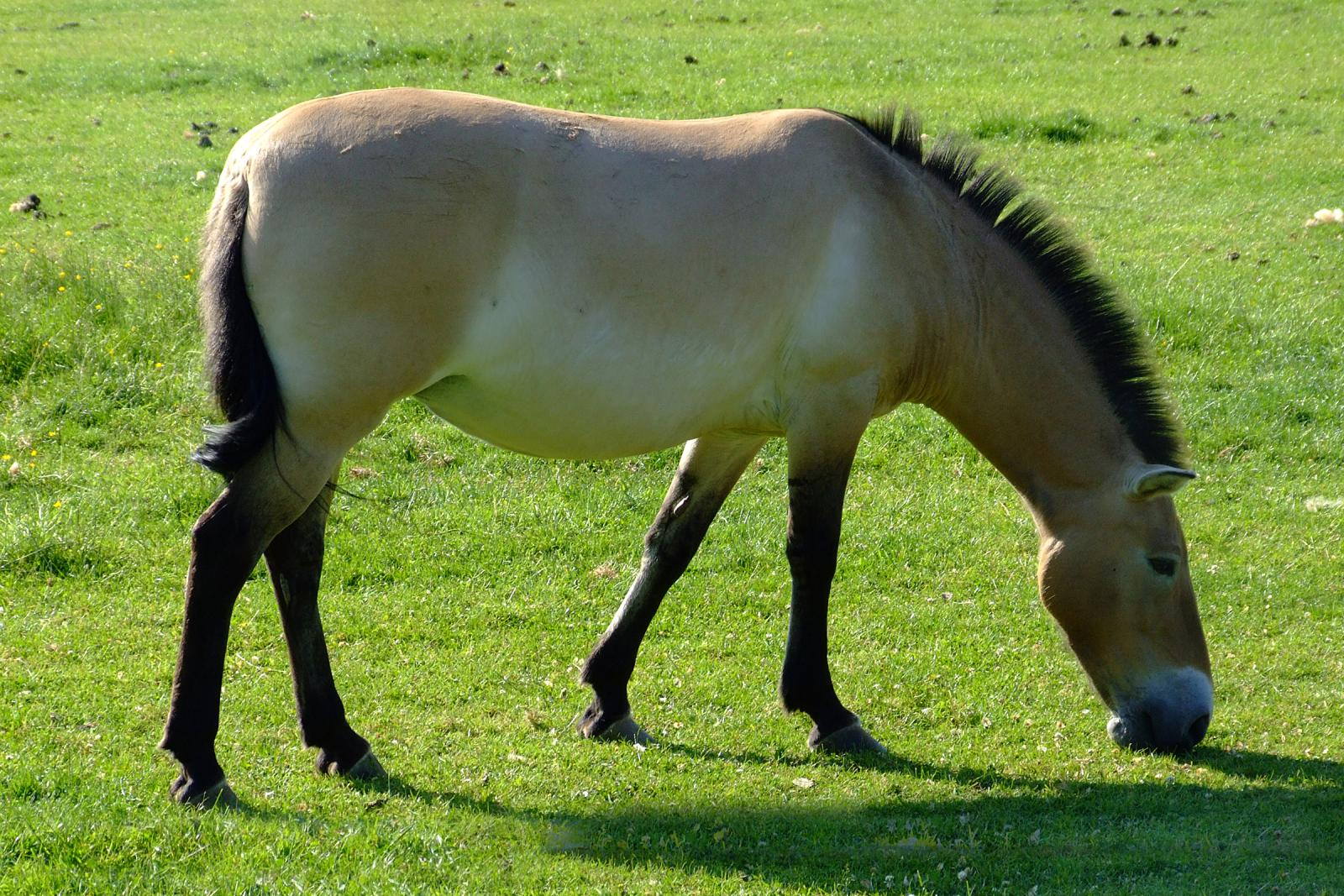
Przewalski-Pferd
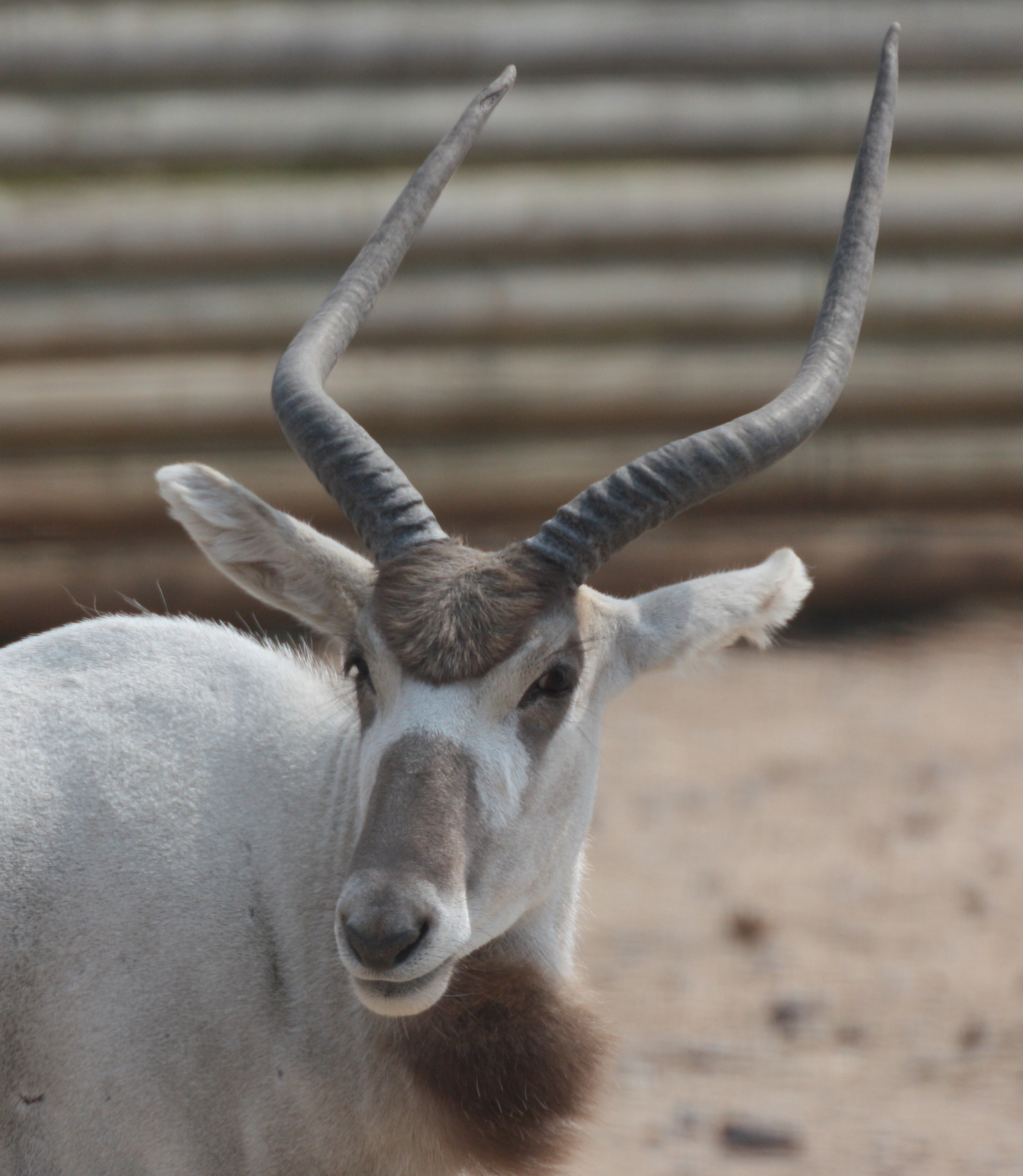
Mendesantilope
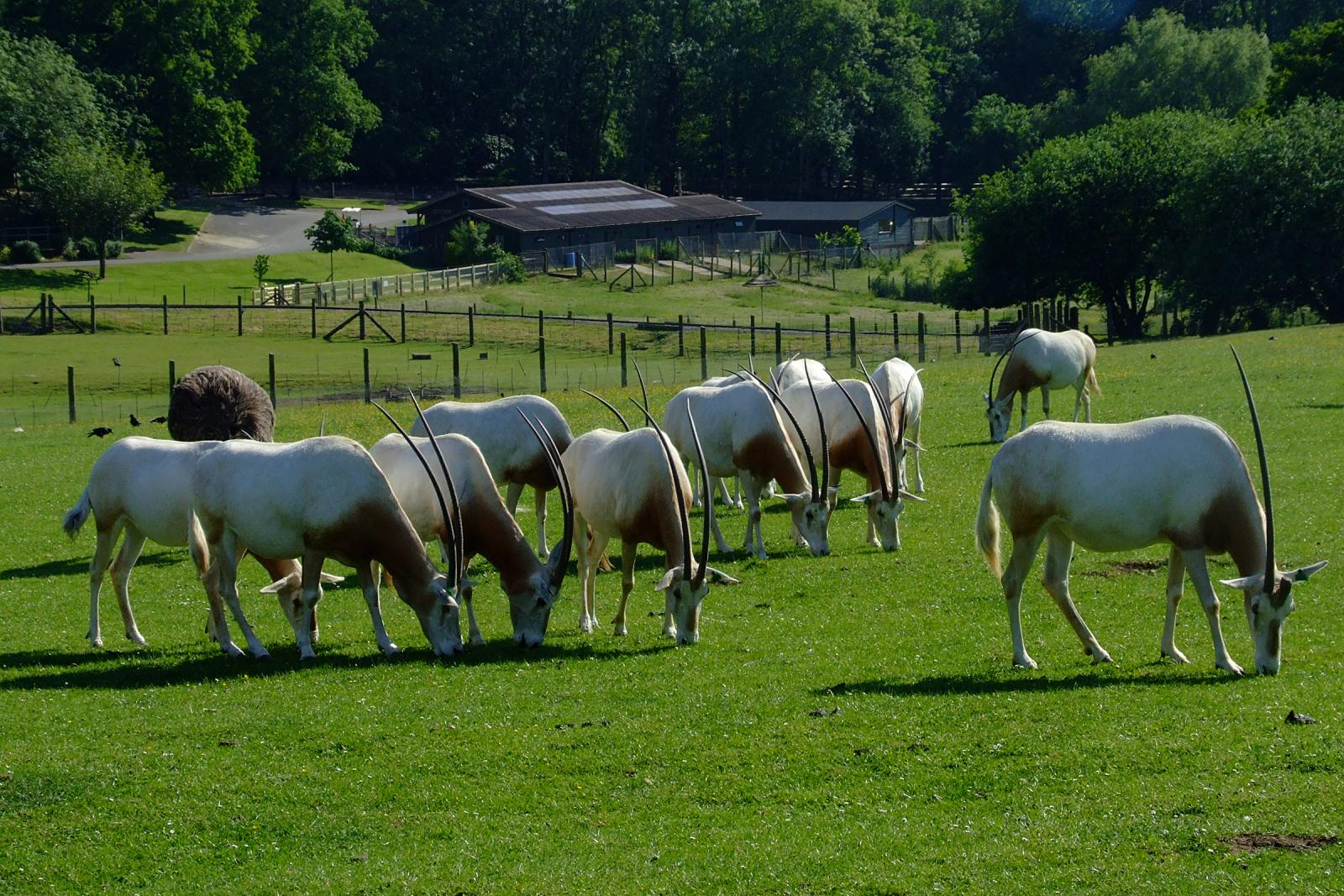
Säbelantilopen
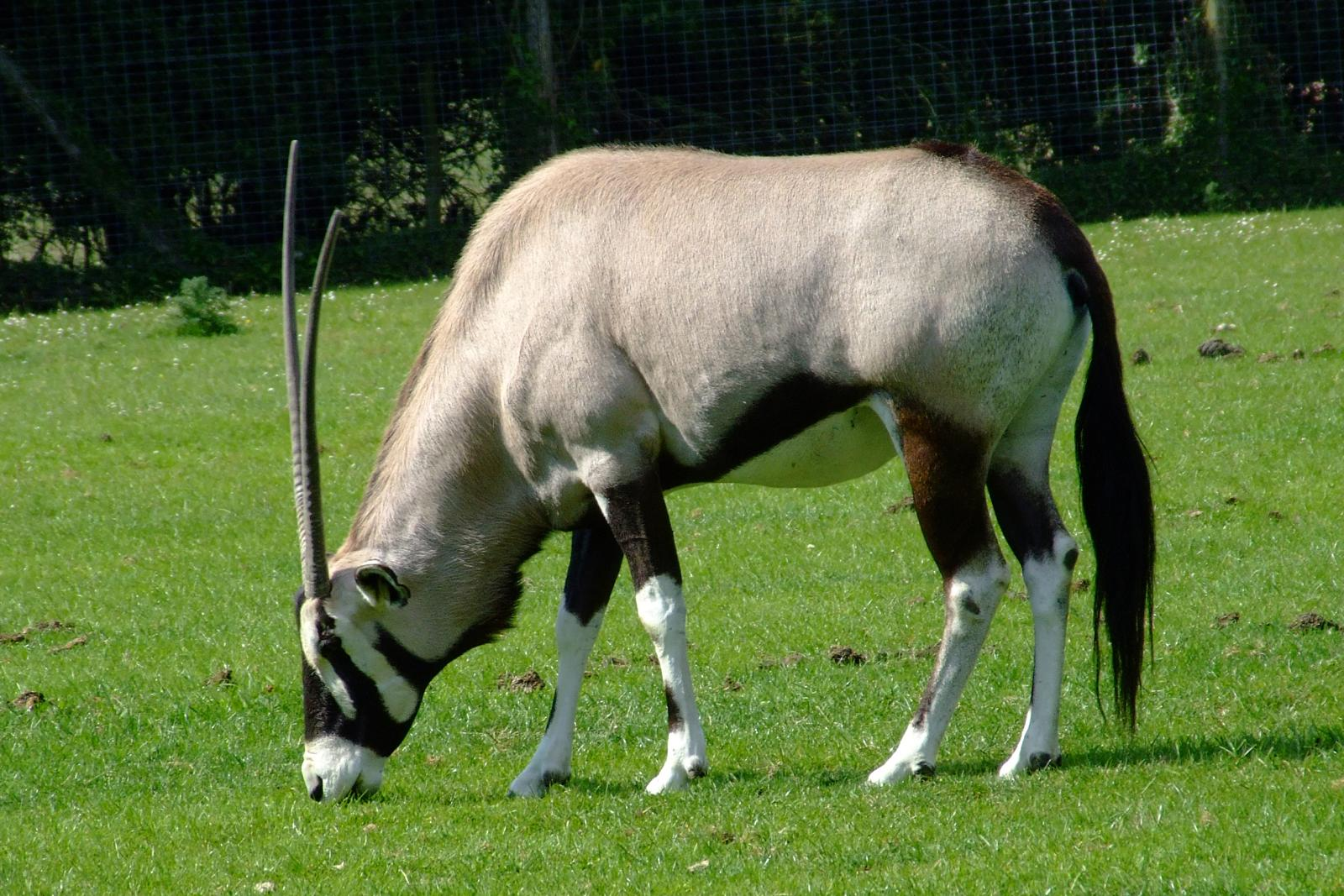
Spießbock (Oryx gazella)